# Línea PSC1 (AUVASA)
La línea PSC1 de AUVASA es una línea laboral. Cruza Valladolid de oeste a este desde el barrio de Parquesol hacia los polígonos industriales de Argales y San Cristóbal.

## Frecuencias
| DÍA                | LUGAR DE SALIDA | HORARIOS DE SALIDA |
| ------------------ | --------------- | ------------------ |
| Laborables         | PARQUESOL       | 5:10 y 6:10        |
| Sábados y festivos | SIN SERVICIO    | -                  |

- Durante el mes de agosto el único servicio sale a las 6:10.

## Paradas
| Hacia Polígono San Cristóbal                            | Correspondencia con líneas: |
| ------------------------------------------------------- | --------------------------- |
| C/ Eusebio González Suárez fte. Federico Landrove Moiño | PSC3                        |
| C/ José Garrote Tebar 4 esq. Amadeo Arias               | -                           |
| C/ José Garrote Tebar 20 esq. Manuel Silvela            | -                           |
| C/ Manuel Azaña 37                                      | -                           |
| C/ Manuel Azaña esq. Juan García Hortelano              | -                           |
| C/ Hernando de Acuña esq. Manuel Azaña                  | -                           |
| C/ Hernando de Acuña 45Bis                              | -                           |
| C/ Hernando de Acuña 13 esq. Manuel Silvela             | -                           |
| C/ Hernando de Acuña 1 esq. Mateo Seoane Sobral         | -                           |
| C/ Dr. Villacián 5 esq. Mariano de los Cobos            | -                           |
| C/ Dr. Villacián 3 fte. Mº de Prado                     | -                           |
| Pº Zorrilla 130 centro comercial                        | P1 P2 P7                    |
| Pº Zorrilla 166 fte. LAVA                               | P1 P2 P7                    |
| C/ Daniel del Olmo esq. Pº Zorrilla                     | P1 P2 P7                    |
| C/ Daniel del Olmo 6                                    | P1 P2 P7                    |
| Avda. El Norte de Castilla 14                           | P1 P2 P6 P7 PSC3            |
| Avda. El Norte de Castilla fte. 19                      | P1 P2 P6 P7 PSC3            |
| Avda. El Norte de Castilla 48                           | P1 P2 P6 P7 PSC3            |
| C/ Vázquez de Menchaca 40                               | P1 P2 P6 P7 PSC3            |
| C/ Bronce 3 AUVASA                                      | P1 P2 P6 P7 PSC3            |
| C/ Vázquez de Menchaca 19                               | P1 P2 P6 P7 PSC3            |
| C/ Vázquez de Menchaca 5                                | P1 P2 P6 P7 PSC3            |
| C/ Vázquez de Menchaca 5                                | P1 P2 P6 P7 PSC3            |
| Ctra. Arcas Reales Centro Madrid                        | -                           |
| C/ Padre Benito Menni esq. Caamaño                      | -                           |
| Ctra. Segovia fte. Col. Hijas de Jesús                  | P13                         |
| C/ Topacio esq. Aluminio                                | P13                         |
| C/ Cobalto 69 esq. Topacio                              | P13                         |
| C/ Cobalto 49 esq. Galena                               | P13                         |
| C/ Cobalto 21 esq. Pirita                               | P13                         |
| C/ Pirita fte. 10 esq. Aluminio                         | P13                         |
| C/ Aluminio 7 esq. Turquesa                             | P13                         |